# Marcel Meyerdiercks
Marcel Meyerdiercks (* 17. Juli 1987 in Wismar) ist ein deutscher Boxer und ehemaliger Interkontinental Champion der WBO im Fliegengewicht.

## Karriere

### Amateur
Meyerdiercks begann mit dem Boxen beim PSV Wismar unter Trainer Fiete von Thien. 2000 errang er im Papiergewicht seine erste Deutsche Meisterschaft in Nürnberg, die er ein Jahr später in Berlin nicht verteidigen konnte und Vizemeister wurde. 2003 konnte der Hansestädter im heimischen Wismar seine zweite Deutsche Meisterschaft gewinnen. Der 15-Jährige konnte sich in der Klasse bis 46 kg durchsetzen und wurde zudem als bester Kämpfer der Meisterschaft ausgezeichnet. 2004 konnte er seinen Erfolg in Marburg wiederholen und sich die Kadettenmeisterschaft in der Klasse bis 50 kg erboxen. Im April 2005 siegte Meyerdiercks bei der Deutschen Junioren-Meisterschaft in Wismar erneut. Der 17 Jahre alte Lokalmatador schlug im Finale der Klasse bis 54 kg Marcel Schinske nach Punkten. Wieder wurde er auch mit einem Ehrenpreis als Bester Kämpfer ausgezeichnet.
Bei der 84. Deutschen Boxmeisterschaften in Straubing konnte Meyerdiercks seine Erfolge im Nachwuchsbereich auch bei den Senioren bestätigen. Der Federgewichtler gewann das Finale gegen seinen Hallenser Kontrahenten Marcel Herfurth nach Punkten. Erneut wurde der 19-jährige Sportsoldat auch als Bester Boxer der Titelkämpfe ausgezeichnet.

### Profi
Im August 2007 wechselte Meyerdiercks mit 20 Jahren überraschend ins Profilager. Nachdem er trotz guter Leistungen und einem internationalen Turniergewinn im ungarischen Debrecen von Bundestrainer Helmut Ranze nicht für das internationale Vier-Länder-Turnier in Heidelberg berufen wurde, entschloss sich der Wismarer, dessen großes Ziel die Olympischen Spiele in Peking 2008 waren, für den Wechsel zum Hamburger Universum-Boxstall. Dort wurde er von Michael Timm trainiert.
Seinen ersten Profikampf absolvierte Meyerdiercks am 15. September 2007 in Rostock gegen den Slowaken Jozef Gabris.
Meyerdiercks kämpfte am 21. April 2012 in Schwerin um den vakanten Interkontinental Titel der WBO gegen Santiago Allione. Er siegte einstimmig nach Punkten (118:110, 117:111, 119:109). Mit diesem Sieg endete Meyerdiercks Boxkarriere vorerst. Da der Universum-Boxstall in finanzielle Schieflage geraten war, er aber diesen vertraglich gebunden war, verlor er nach über 12 Monaten ohne Kampf seinen Titel und wurde auch aus den Weltranglisten gestrichen. Nachdem er kurzzeitig einen Neuanfang bei Uli Wegner versuchte, beendete er seine Karriere.